# Mahulena Čejková
Mahulena Čejková (23. srpna 1936 Mladá Boleslav – 21. dubna 2023) byla česká synodní kurátorka Českobratrské církve evangelické, po sametové revoluci československá politička, poslankyně Sněmovny lidu za Občanské fórum, později za Občanské hnutí.

## Životopis

### Studium a pracovní aktivity
V letech 1951 až 1954 studovala na Akademickém gymnáziu v Praze. Následně pokračovala ve studiích na Fakultě všeobecného lékařství Karlovy univerzity v Praze, kde dosáhla akademického titulu doktor všeobecného lékařství.
Mezi roky 1960 a 1990 pracovala jako lékařka v tehdejším OÚNZ Děčín na interním oddělení, posléze jako lékařka v ČSPLO či jako obvodní lékařka v městské poliklinice.

### Veřejné a politické aktivity
Po odchodu do důchodu byla ve volbách roku 1990 zvolena do Sněmovny lidu (volební obvod Severočeský kraj) za OF. Po rozkladu Občanského fóra v roce 1991 přešla do poslaneckého klubu Občanského hnutí. Ve Federálním shromáždění setrvala do voleb roku 1992.
V 90. letech 20. století byla aktivní i jako komunální politička. V komunálních volbách roku 1994 byla zvolena za formaci Svobodní demokraté-Občanské hnutí do zastupitelstva Děčína a zasedala v městské radě.
V roce 1996 kandidovala neúspěšně za Českou stranu národně sociální v řádných volbách do Senátu (ve volebním obvodu číslo 33 – Děčín).
V letech 2003–2009 působila jako synodní kurátorka Českobratrské církve evangelické, byla rovněž seniorátní kurátorkou a dále kurátorkou sboru v Děčíně.